# Ivan Dragojević
Ivan Dragojević (Vela Luka, 28. siječnja 1934. – Zagreb, 3. kolovoza 1999.) je bio hrvatski književnik. Brat je blizanac nagrađivanog hrvatskog pjesnika Danijela Dragojevića.
Pisao je romane s alegorijskim govorom koji su stilski bili izvan ondašnjih dominantnih struja.
Matica hrvatska objavila je dva njegova djela.
Zbog romana R 2 bio komunistički ga je režim proganjao. U tom je nepravdeno zaboravljenom romanu opisao partizanske zločine i odmazde na otočiću Daksi pokraj Dubrovnika 1944. godine.
Roman R 2 je najjedinstvenije djelo u suvremenoj hrvatskoj književosti po jednostavnosti umjetničkog kazivanja o prvim poslijeratnim danima. Dragojević je u romanu kristalno jasne rečenice, koji pokoji put prekida drhtaj, nakon čega piscu se vraća hrabrost i odlučnost ništa ne zatajiti od stvari koje zna. Roman nema nesnalaženja u vremenu, "iako se u njemu pojavljuje knez iz prve republike koji navješćuje treću republiku jer je upravljačima druge republike 'stalo samo do vlasti a ne do građanstva'". U romanu se pojavljuje lik partizanskog vođe Trente kojemu nitko nije znao ime ni prezime. Trenta određuje žrtve, bira krvnike i drži govor u kojemu tumači što je to jednakost i ravnopravnost i kako je treba ostvariti. Rečena druga republika obilježena je smrću koja postaje svakidašnjicom. Roman sadrži elemente crnog humora, oslikanih u slučaju kada jedan od dubrovačkih krvnika objašnjava časnoj sestri koju su odredili za smaknuće, kako bi ju on mogao "lijepo i po zanatu ubiti", a pritom još hoće se prikazati skromnim, govoreći kako nije hvalisavac, ali da ju nitko tako lijepo ne bi mogao ubiti kao on. U tom odlomku opisao je ograničenost uma i sadističku narav mučitelja iz OZNE te obespravljenost nemoćnih i nedužnih žrtava. Roman opisuje kako je rat bio završen, a da se u zgradama OZNE izmišljalo nove načine za mučiti i smaknuti ljude.
Roman je tiskao 1973. u Sisku u vlastitoj nakladi. Odmah po objavi bio je zabranjen. Zbog tog je romana bio osuđen na godinu i pol dana zatvora. Razlog: "zbog blaćenja jedne od najljepših tekovina velike narodnooslobodilačke borbe naših naroda". Roman mu nije objavljen u domovini, nego mu ga je objavila Croatica Verlag iz Mainza i Frankfurta 1978. godine.
Nakon što je izašao iz zatvora, nije mogao naći posao, kao što je bio slučaj sa svim proganjanim hrvatskim proljećarima. 1978. je godine prebjegao na demokratski Zapad. Razočaranje ga je snašlo i ondje. U izbjegličkom logoru Traiskirchen kod Beča stražarska ga je brutalnost toliko zaprepastila da se odlučio "vratiti u R 2". Išao je sam, bos, gladan, onako slaba i krhka zdravlja, preko polja i brda. Uhićen je na jugoslavenskoj granici i osuđen na četiri godine zatvora.
Branimir Donat 1993. je godine priredio knjigu Crni dossier - O zabranama u hrvatskoj književnosti, u kojoj je književno vrednovao progonjene hrvatske pisce. Knjiga je s pogovorom Vlade Gotovca. U knjizi se bavio i Ivanom Dragojevićem. Ostali zastupljeni autori su Antun Šoljan, Ivan Kušan, Jozo Laušić, Dubravko Horvatić, Petar Šegedin, Vlado Gotovac i drugi.

## Djela
- U srcu ljeta, 1967.
- Vukodlaci, 1969.
- Smrt gospodina Medara, roman, 1971.
- R 2, roman, 1973. (naklada zaplijenjena), emigrantsko izdanje 1978.
- Kančenica, 1991.